# Betty Trask Award
Il Betty Trask Award è un premio letterario britannico assegnato annualmente dal sindacato di scrittori denominato Society of Authors.
Istituito nel 1983 su lascito della scrittrice di romanzi rosa Betty Trask, è destinato ad autori esordienti sotto i 35 anni residenti nel Commonwealth.
A partire dal 2009 un vincitore si aggiudica il premio principale (Betty Trask Prize) del valore di £10000 mentre gli altri autori premiati ricevono il Betty Trask Award di 5000 sterline.

## Albo d'oro[6]

### Anni 1980-1989
1984
- Ronald Frame per Winter Journey - £6,750
- Clare Nonhebel per Cold Showers - £6,750
- James Buchan per A Parish of Rich Women  - £1,000
- Helen Harris per Playing Fields in Winter - £1,000
- Gareth Jones per The Disinherited - £1,000
- Simon Rees per The Devil's Looking Glass - £1,000

1985
- Susan Kay per Legacy - £12,500
- Gary Armitage per A Season of Peace - £1,000
- Elizabeth Ironside per A Very Private Enterprise - £1,000
- Alice Mitchell per Instead of Eden - £1,000
- Caroline Stickland per The Standing Hills - £1,000
- George Schweiz per The Earth Abides For Ever - £1,000

1986
- Tim Parks per Lingue di fuoco (Tongues of Flame) - £9,000
- Patricia Ferguson per Family, Myths and Legends - £4,500
- Philippa Blake per Mzungu's Wife - £1,000
- Matthew Kneale per Whore Banquets - £1,000
- J. F. McLaughlin per The Road to Dilmun - £1,000
- Kate Saunders per The Prodigal Father - £1,000

1987
- James Maw per Hard Luck - £8,000
- Peter Benson per The Levels - £4,500
- Helen Flint per Return Journey - £4,500
- Catherine Arnold per Lost Time - £1,000
- H. S. Bhabra per Gestures - £1,000
- Lucy Pinney per The Pink Stallion - £1,000

1988
- Alex Martin per The General Interruptor MS - £6,500
- Candia McWilliam per A doppio taglio (A Case of Knives) - £6,500
- Georgina Andrewes per Behind the Waterfall - £2,000
- James Friel per Left of North - £2,000
- Glenn Patterson per Burning Your Own - £2,000
- Susan Webster per Small Tales of a Town - £2,000

1989
- Nigel Watts per The Life Game - £10,000
- William Riviere per Watercolour Sky - £5,000
- Paul Houghton per Harry's Last Wedding - £2,000
- Alasdair McKee per Uncle Henry's Last Stand - £2,000

### Anni 1990-1999
1990
- Robert McLiam Wilson per Ripley Bogle - £16,000
- Elizabeth Chadwick per The Wild Hunt - £3,000
- Rosemary Cohen per No Strange Land - £3,000
- Nicholas Shakespeare per The Vision of Elena Silves - £3,000

1991
- Amit Chaudhuri per A Strange and Sublime Address - £10,000
- Mark Swallow per Teaching Little Fang - £7,000
- Suzannah Dunn per Quite Contrary - £2,000
- Lesley Glaister per Honour Thy Father - £2,000
- Simon Mason per The Great English Nude - £2,000
- Nino Ricci per Vite dei santi (Lives of the Saints) - £2,000

1992
- Peter M. Rosenburg per Kissing Through a Pane of Glass - £5,000
- Tibor Fischer per Sotto il culo della rana (Under the Frog) - £3,000
- Liane Jones per The Dream Stone - £3,000
- Eugene Mullan per The Last of His Line - £3,000
- Edward St Aubyn per Never Mind - £3,000

1993
- Mark Blackaby per You'll Never be Here Again - £10,000
- Andrew Cowan per Pig - £7,000
- Simon Corrigan per Tommy Was Here - £5,000
- Joanna Briscoe per Mothers and Other Lovers - £2,000
- Olivia Fane per Landing on Clouds - £2,000

1994
- Colin Bateman per Divorcing Jack - £12,000
- Nadeem Aslam per Season of the Rainbirds - £10,000
- Guy Burt per After the Hole - £1,000
- Frances Liardet per The Game - £1,000
- Jonathan Rix per Some Hope - £1,000

1995
- Robert Newman per Dependence Day - £10,000
- Mark Behr per The Smell of Apples - £8,000
- Martina Evans per Midnight Feast - £3,000
- Rohit Manchanda per A Speck of Coaldust - £1,000
- Juliet Thomas per Hallelujah Jordan - £1,000
- Philippa Walshe per The Latecomer - £1,000
- Madeleine Wickham per A che gioco giochiamo? (The Tennis Party) - £1,000

1996
- John Lanchester per Gola (The Debt to Pleasure) - £8,000
- Meera Syal per Anita and Me - £7,000
- Rhidian Brook per The Testimony of Taliesin Jones - £5,000
- Louis Caron Buss per The Luxury of Exile - £5,000

1997
- Alex Garland per L'ultima spiaggia (The Beach) - £12,000
- Josie Barnard per Poker Face - £5,000
- Ardashir Vakil per Beach Boy - £5,000
- Diran Adebayo per Some Kind of Black - £1,500
- Sanjida O'Connell per Theory of Mind - £1,500

1998
- Kiran Desai per La mia nuova vita sugli alberi (Hullabaloo in the Guava Orchard) - £10,000
- Nick Earls per Zig Zag Street - £8,000
- Phil Whitaker per Eclipse of the Sun - £5,000
- Gail Anderson-Dargatz per The Cure for Death by Lightning - £1,000
- Tobias Hill per Underground - £1,000

1999
- Elliot Perlman per Tre dollari (Three Dollars) - £7,000
- Catherine Chidgey per In a Fishbone Church - £6,000
- Giles Foden per The Last King of Scotland - £4,000
- Dennis Bock per Olympia - £3,000
- Rajeev Balasubramanyam per In Beautiful Disguises - £2,500
- Sarah Waters per Carezze di velluto (Tipping the velvet) - £1,000

### Anni 2000-2009
2000
- Jonathan Tulloch per The Season Ticket - £10,000
- Julia Leigh per La caccia (The Hunter) - £7,000
- Susan Elderkin per Tramonto sulle chocolate mountains (Sunset Over Chocolate Mountains) - £4,000
- Galaxy Craze per By The Shore - £2,000
- Nicholas Griffin per The Requiem Shark - £2,000

2001
- Zadie Smith per Denti bianchi (White Teeth) - £8,000
- Justin Hill per The Drink and Dream Teahouse - £5,000
- Maggie O'Farrell per Dopo di te (After You'd Gone) - £5,000
- Vivien Kelly per Take One Young Man - £4,000
- Mohsin Hamid per Nero Pakistan (Moth Smoke) - £2,500
- Patrick Neate per Musungu Jim and the Great Chief Tuloko - £2,500

2002
- Hari Kunzru per L'imitatore[7] (The Impressionist) - £8,000
- Rachel Seiffert per The Dark Room - £5,000
- Shamim Sarif per The World Unseen - £4,000
- Helen Cross per La mia estate d'amore (My Summer of Love) - £2,000
- Chloe Hooper per A Child's Book of True Crime - £2,000
- Susanna Jones per Dove la terra trema (The Earthquake Bird) - £2,000
- Gwendoline Riley per Carmel (Cold Water) - £2,000

2003
- Jon McGregor per Se nessuno parla di cose meravigliose (If Nobody Speaks of Remarkable Things) - £10,000
- Sarah Hall per Haweswater - £6,000
- Stephanie Merritt per Gaveston - £4,000
- Elizabeth Garner per Nightdancing - £2,000
- Zoë Strachan per Negative Space - £2,000
- Adam Thirlwell per Politics - £1,000

2004
- Louise Dean per Becoming Strangers - £8,000
- Hannah MacDonald per The Sun Road - £6,000
- Anthony Cartwright per The Afterglow - £3,000
- Siddharth Dhanvant Sanghvi per The Last Song of Dusk - £3,000

2005
- Susan Fletcher per Eve Green - £16,000
- Diana Evans per 26A (26a) - £2,000
- Helen Walsh per Senza pudore (Brass) - £2,000

2006
- Nick Laird per La banda delle casse da morto[8] (Utterly Monkey) - £10,000
- Peter Hobbs per The Short Day Dying - £5,000
- Nicola Monaghan per The Killing Jar - £5,000

2007
- Will Davis per My Side of the Story - £10,000
- Adam Foulds per The Truth About These Strange Times - £2,500
- Cynan Jones per La lunga siccità (The Long Dry) - £2,500
- Julie Maxwell per You Can Live Forever - £2,500
- Karen Mcleod per In Search of the Missing Eyelash - £2,500

2008
- David Szalay per London and the South-East - £10,000
- Ross Raisin per La rabbia giovane (God's Own Country) - £6,000
- Thomas Leveritt per The Exchange Rate Between Love and Money for £2,000
- Anna Ralph per The Floating Island - £2,000

2009
- Samantha Harvey per The Wilderness - £12,000 (Prize)
- Eleanor Catton per La prova (The Rehearsal) - £8,000

### Anni 2010-2019
2010
- Nadifa Mohamed per Mamba Boy (Black Mamba Boy) - £10,000 (Prize)
- Evie Wyld per After the Fire, A Still Small Voice - £7,000
- Jenn Ashworth per Un certo tipo di intimità (A Kind of Intimacy) - £1,500
- Adaobi Tricia Nwaubani per I Do Not Come to You by Chance - £1,500

2011
- Anjali Joseph per Lo scrivano di Bombay (Saraswati Park) - £10,000 (Prize)
- Laura Barton per Twenty-One Locks - £6,000
- Simon Lelic per Rupture - £2,500
- Robert Williams per Luke and Jon - £2,500

2012
- David Whitehouse per Bed - £8,000 (Prize)
- Kalinda Ashton per The Danger Game - £3,000
- Elizabeth Day per Scissors, Paper, Stone - £3,000
- Annabel Pitcher per My Sister Lives on the Mantelpiece for £3,000
- Emma Jane Unsworth per Hungry the Stars and Everything - £3,000

2013
- Grace McCleen per Il posto dei miracoli (The Land of Decoration) - £8,000 (Prize)
- Chibundu Onuzo per The Spider King's Daughter - £7,000
- Francesca Segal per La cugina americana (The Innocents) - £2,500
- Will Wiles per Care of Wooden Floors - £2,500

2014
- Nathan Filer per Chiedi alla luna (The Shock Of The Fall) - £10,000 (Prize)
- NoViolet Bulawayo per C'è bisogno di nuovi nomi (We Need New Names) - £3,750
- Sam Byers per Idiopathy - £3,750
- Mave Fellowes per Chaplin and Company - £3,750
- Matt Greene per Ostrich - £3,750

2015
- Ben Fergusson per The Spring of Kasper Meier - £10,000 (Prize)
- Emma Healey per Elizabeth è scomparsa (Elizabeth is Missing) - £5,000
- Zoe Pilger per Eat My Heart Out - £5,000
- Simon Wroe per Chop Chop - £5,000

2016
- Alex Christofi per Glass - £10,000 (Prize)
- Irenosen Okojie per Butterfly Fish - £5,000
- Natasha Pulley per L'orologiaio di Filigree Street (The Watchmaker of Filigree Street) - £5,000
- Lucy Wood per Wood for Weathering - £5,000

2017
- Daniel Shand per Fallow - £10,000 (Prize)
- Rowan Hisayo Buchanan per Harmless Like You - £3,000
- Elnathan John per Born on a Tuesday - £3,000
- Kathleen Jowitt per Speak Its Name - £3,000
- Rob McCarthy per The Hollow Men - £3,000
- Barney Norris per Five Rivers Met on a Wooded Plain - £3,000

2018
- Omar Robert Hamilton per The City Always Wins - £10,000 (Prize)
- Sarah Day per Mussolini's Island - £3,250
- Clare Fisher per All the Good Things - £3,250
- Eli Goldstone per Strange Heart Beating - £3,250
- Lloyd Markham per Bad Ideas/Chemicals - £3,250
- Masande Ntshanga per The Reactive - £3,250

2019
- James Clarke per The Litten Path - £10,000 (Prize)
- Samuel Fisher per The Chameleon - £2,700
- Imogen Hermes Gowar per The Mermaid and Mrs Hancock - £2,700
- Ruqaya Izzidien per The Watermelon Boys - £2,700
- Daisy Lafarge per Paul - £2,700
- Rebecca Ley per Sweet Fruit, Sour Land - £2,700
- Sophie Mackintosh per The Water Cure - £2,700

### Anni 2020-2029
2020
- Kathryn Hind per Hitch - £10,000 (Prize)[9]
- Stacey Halls per The Familiars - £5,400
- Isabella Hammad per Il parigino (The Parisian) - £5,400
- Okeychukwu Nzelu per The Private Joys of Nnenna Maloney - £5,400

2021
- Thomas McMullan per The Last Good Man (Prize)[10]
- Graeme Armstrong per The Young Team
- Maame Blue per Bad Love
- Nneoma Ike-Njoku per The Water House
- Kiran Millwood Hargrave per The Mercies
- Eley Williams per Il dizionario del bugiardo (The Liar’s Dictionary)

2022
- Will McPhail per In: The Graphic Novel - £10,000 (Prize)[11]
- Megan Nolan per Atti di sottomissione (Acts of desperation) - £4,050
- Natasha Brown per Asembly - £4,050
- Caleb Azumah Nelson per Mare aperto (Open Water) - £4,050
- A. K. Blakemore per The Manningtree Witches - £4,050

2023
- Daniel Wiles per Mercia’s Take - £10,000 (Prize)[12]
- Paddy Crewe per My Name is Yip - £4,050
- Imogen Crimp per A Very Nice Girl - £4,050
- Maddie Mortimer per Mappe dei nostri corpi spettacolari (Maps of our Spectacular Bodies) - £4,050

2024
- Tom Crewe per Una nuova vita (The New Life) - £10,000 (Prize)[13]
- Stephen Buoro per I cinque misteri dolorosi di Andy Africa (The Five Sorrowful Mysteries of Andy Africa) - £4,050
- Rachel Connolly per Lazy City - £4,050
- Rachel Dawson per Neon Roses - £4,050
- C.E. McGill Our Hideous Progeny - £4,050
- Nathan Munday per Whaling - £4,050